# Ogden City SC
El Ogden City SC es un equipo de fútbol de Estados Unidos que juega en la USL League Two, la cuarta división de fútbol del país.

## Historia
Fue fundado el 21 de noviembre de 2017 en la ciudad de Ogden, Utah por la Utah Youth Soccer Association luego de que la United Soccer League le otorgara una franquicia a la ciudad en la USL PDL para la temporada 2019, en la cual terminaron en quinto lugar de su división y no avanzaron a los playoff.
Luego de que la USL PDL desapareciera al finalizar la temporada 2018 se convirtió en uno de los equipos fundadores de la USL League Two que tendría su temporada inaugural en 2019, donde finalizó en segundo lugar de su división pero no avanzó a los playoff.

## Temporadas
| Año  | División | Liga           | Temporada Regular | Playoffs      | US Open Cup   |
| ---- | -------- | -------------- | ----------------- | ------------- | ------------- |
| 2018 | 4        | USL PDL        | 5.º, Mountain     | No clasificó' | No participó' |
| 2019 | 4        | USL League Two | 2.º, Mountain     | No clasificó' | No participó' |

## Enlaces wxternos
- Sitio web oficial (en inglés)
- Utah Youth Soccer (en inglés)
- Ogden City SC en www.uslleaguetwo.com (en inglés)
- Ogden City SC en Facebook
- Twitter

- Datos: Q65118860